# Bernardo Beiderman
Bernardo Beiderman (Buenos Aires 1 de mayo de 1919 - Israel, 12 de junio de 2011) fue un abogado penalista argentino.

## Biografía
Beiderman nació en Buenos Aires el 1 de mayo de 1919.
Beiderman falleció en Israel el 12 de junio de 2011.

## Trayectoria
Beiderman se recibió de abogado penalista en la Universidad de Buenos Aires. Ejerció la docencia en la Facultad de Derecho y Ciencias Sociales de la UBA. Fue miembro fundador del grupo argentino de la Asociación Internacional de Derecho Penal.
Beiderman fue profesor adjunto Derecho Penal en la facultad de Derecho y Ciencias Sociales en la Universidad de Buenos Aires entre 1957 y 1966. Además fue profesor visitante en la Faculty of Law of the New-York University en 1966 y profesor Visitante en la Facultad de Ciencias Jurídicas y Sociales de la Universidad de San Carlos de Guatemala y en la Escuela de Ciencias Jurídicas y Sociales de Occidente, en Quetzaltenango, Guatemala, en 1963. Luego fue profesor titular de Derecho Penal en la Facultad de Derecho, Universidad del Museo Social Argentino entre 1967 y 1984, además de profesor del Curso postgrado de especialización en Ciencias Penales, Facultad de Derecho y Ciencias Sociales en la Universidad de Buenos Aires entre 1984 y 1987.
Desde 1962 fue Académico Correspondiente de la Academia Mexicana de Ciencias Penales, desde 1969 Miembro Honorario del Instituto de Derecho Penal y Criminología de la Facultad de Derecho de la Universidad Nacional del Nordeste, Corrientes.
Beiderman fue un profesional muy vinculado a entidades académicas internacionales del derecho. Citado frecuentemente en libros de la materia. Trabajó mucho para lograr el trabajo interconsulto entre profesionales de distintos países representando a la Argentina en distintos foros internacionales y organizando congresos y seminarios en Buenos Aires. En 1971 organizó el primer Seminario Regional de Criminología Comparada Iberoamericana en Buenos Aires para el Centro Internacional de Criminología Comparada. Desde 1975 se convirtió en el delegado nacional, adjunto y árbitro, de la Sociedad Internacional de Criminología, París. Era permanentemente una fuente de consulta como experto.
Beiderman fue miembro fundador del grupo argentino de la Asociación Internacional de Derecho Penal y Vicepresidente de la Sociedad Internacional de Defensa Social, que tiene sede legal en París y secretaría en Milán (Centro de Prevenzione e Difensa Sociale).
También era experto ad hoc de la sección Crime Prevention and Treatment of Delinquents en las Naciones Unidas.
En 1986 presidió el Comité de Organización del XI Congreso Internacional de Defensa Social de Buenos Aires. 
Bernardo Beiderman era el representante en Buenos Aires de la Unión Mundial de Criminología.

### Documentación del juicio a las juntas
Después del Juicio a las juntas, a Bernardo Beiderman se le ocurrió que, para preservar documentos tan sensible como los del Juicio a las Juntas, era necesario sacarlos fuera del país. Gracias a sus contactos esto se hizo posible.
Beiderman ideó un operativo para llevar los 147 casetes de video en los cuales se habían grabado unas 530 horas con las imágenes del histórico juicio de a las juntas militares en 1985, a una bóveda de seguridad fuera del país. En 1987, Beiderman viajó a Noruega para encontrarse personalmente con el presidente de la Fundación Internacional Penal y Penitenciaria, Helgue Rostad, quien era juez de la Corte Suprema de Justicia de Noruega. Logró así un acuerdo con el Parlamento de Noruega para poner los videos en custodia.
No fue fácil ya que no tenían el dinero necesario para pagar los costos de hacer las copias de edición y pagar los viajes. Pero a Beiderman se le courrió buscar una donación. Era una época en la que los militares todavía contaban con mucho poder y la democracia era muy vulnerable. Los jueces temían por la desaparición de las pruebas documentales. Todo tenía que hacerse en el mayor secreto.
El 25 de abril de 1988, Beiderman viajó, junto a los seis exjueces de la Cámara Nacional de Apelaciones en lo Criminal y Correccional Federal de la Capital Federal, Andrés José d'Alessio, León Carlos Arslanián, Ricardo Gil Lavedra, Jorge Torlasco, Jorge Valerga Aráoz y Guillermo Ledesma, rumbo a Oslo, Noruega. Los videos originales quedaron en la Cámara Federal. Las copias fueron entregadas al Instituto Noruego de Derechos Humanos,en el cual se entregan los premios Nobel de la Paz.
Esta documentación fue guardada junto al texto original de la Constitución de Noruega en una habitación a prueba de incendios y bombas atómicas.

### Ley Antidiscriminatoria
Uno de los proyectos más conocidos en cuales tuvo un rol principal el Prof. Dr. Beiderman, fue la legislación de la Ley Antidiscriminatoria en Argentina, LEY 23.592, que fuera sancionada el 3 de agosto de 1988 y promulgada el 23 de agosto del mismo año.
La DAIA apoyó fuertemente su proyecto de ley de antidiscriminación.

## Reconocimientos
En 1985 recibió la «Medaille de la Ville de París», en reconocimiento de sus aportes en materia de planificación penal sobre drogadicción y tráfico de droga, otorgada por el presidente de Francia, Jacques Chirac.

## Obras
Beiderman publicó tanto poemas como numerosos artículos en revistas jurídicas nacionales e internacionales, como, por ejemplo, «La justicia en Sancho Panza y el “buen juez” Magnaud (Apuntaciones sociocriminológicas cervantinas)», de 2004, en el Bulletin de la Société internationale de défense sociale pour une politique criminelle humaniste.
En 2010 publicó una recopilación en su libro «Justicia, rostros y máscaras: vivencias de un penalista», Buenos Aires, Argentina, Editores del Puerto, 2010, ISBN 9789871397488, con prólogo de Eugenio Zaffaroni, quien fuera su adjunto durante muchos años en la cátedra de derecho penal de la Universidad del Museo Social Argentino de la cual Beiderman era el titular. En el prólogo del libro Zaffaroni escribió:

Estos escritos de Beiderman son demoledores y representan un testimonio invalorable acerca de la época en que con mayor sinceridad frontal que en el presente se había decidido controlar nuestros cuerpos mediante la censura a la fantasía, alimentando el temor al castigo divino y otros más terrenos; en tiempos más pragmáticos –como los actuales- se incentiva el miedo al crimen urbano: no interesa tanto lo que hacemos con el sexo ni tampoco resulta efectiva la amenaza escatológica, sino que interesa directamente lo que podemos hacer con el pensamiento.